# GOLDEN☆BEST 平山三紀 筒美京平を歌う アンド・モア
『GOLDEN☆BEST 平山三紀 筒美京平を歌う アンド・モア』（ゴールデン・ベスト ひらやまみき つつみきょうへいをうたう アンド・モア）は、平山三紀（現：平山みき）のベスト・アルバム。2003年7月21日発売。発売元はSony Music Direct。

## 解説
各レコード会社から発売されている“ゴールデン☆ベスト”シリーズの中の1枚で、1970年に「ビューティフル・ヨコハマ」で歌手デビューを果たした平山みきの2枚組ベスト・アルバム。平山本人による楽曲解説が掲載されている。
本アルバム・タイトルにもなっている“筒美京平を歌う”はシリーズ化されており、第1弾で発売されたのが南沙織の『GOLDEN☆BEST 南沙織 筒美京平を歌う』（2002年6月19日発売）。ほか、朝丘雪路のものが発売された。ただしこの3作のうち、全曲が筒美京平作曲作品で構成されているのは南沙織のものだけとなっている。
ディスク1枚目は、筒美が作曲した楽曲を中心とした内容。「ビューティフル・ヨコハマ」から「恋のダウンタウン」までの4曲は、1975年11月1日に発売されたベスト盤『ヒット全曲集』に収録され、オリジナル・バージョンからリアレンジされた音源である。
ディスク2枚目は、筒美作品に加えて洋楽ポップスのカバー12曲が収録されている。カバーの編曲はすべて筒美によるもの。

## 収録曲

### Disc.1
1. ビューティフル・ヨコハマ
2. 真夏の出来事
3. フレンズ
4. 恋のダウンタウン
5. 熟れた果実
6. 愛の戯れ
7. 真夜中のエンジェル・ベイビー
8. やさしい都会
9. 遊びの味
10. 私は女
11. あやまち
12. 想い出のシーサイド・クラブ
13. 忘れ得ぬ人
14. 麦の匂い
15. 私に触れないで
16. あなたの来る店
17. マンダリン パレス
18. ブルー・ライト・ヨコハマ
  - 原曲: いしだあゆみ

### Disc.2
1. サイレン（SIREN GIRL）
2. ヨコスカ・マドンナ
3. 嫌だ!
4. 人間失格
5. AZABUまで
6. 1. MORE DANCE
7. もうお手上げだね
8. Mr.Mon.
9. 0（ゼロ）
10. ノックは3回
  - 原曲: トニー・オーランド&ドーン
11. ア・ハード・デイズ・ナイト
  - 原曲: ビートルズ
12. ある愛の詩
  - 原曲: アメリカ映画『ある愛の詩』テーマ、作曲はフランシス・レイ。
13. この胸のときめきを
  - 原曲: エルヴィス・プレスリー
14. スプーキー
  - 原曲: Classics IV
15. サニー
  - 原曲: ボビー・ヘブ
16. JUST A LITTLE LOVIN'
  - 原曲: ダスティ・スプリングフィールド、制作はシンシア・ワイルとバリー・マンのコンビ。
17. 荒野のならず者
  - 原曲: ザ・スリー・ディグリーズ
18. やさしく歌って
  - 原曲: ロリ・リーバーマン、ロバータ・フラック等
19. LEAVE ME ALONE
  - 原曲: リンダ・ローリー
20. マスカレード
  - 原曲: レオン・ラッセル
21. LAST TIME I SAW HIM
  - 原曲: ダイアナ・ロス